# Athletic Club 1980-1981
Questa voce raccoglie le informazioni riguardanti l'Athletic Club nelle competizioni ufficiali della stagione 1980-1981.

## Stagione
Come da politica societaria la squadra è composta interamente da giocatori nati in una delle sette province di Euskal Herria o cresciuti calcisticamente nel vivaio di società basche.
In Primera División la squadra giunge nona.
In Coppa del Re dopo aver eliminato il Castro al primo turno (doppia vittoria 0-3 e 5-1), il Binéfar al secondo turno (doppia vittoria 1-7 e 1-0), l'Atlético Madrileño (sconfitta 1-0 e vittoria 4-1), l'Alavés negli ottavi (3-1 e 3-3) ed il Salamanca UDS nei quarti (sconfitta 2-1 e vittoria 2-0), in semifinale l'Athletic viene eliminato dal Barcellona (doppia sconfitta 2-0 e 1-2).

## Rosa
| N. |                   | Ruolo | Calciatore             |
| -- | ----------------- | ----- | ---------------------- |
|    | Spagna (bandiera) | P     | Peio Agirreoa          |
|    | Spagna (bandiera) | P     | Andoni Cedrún          |
|    | Spagna (bandiera) | P     | Carlos Meléndez        |
|    | Spagna (bandiera) | D     | Andoni Goikoetxea      |
|    | Spagna (bandiera) | D     | José María Núñez       |
|    | Spagna (bandiera) | D     | Carlos González Purroy |
|    | Spagna (bandiera) | D     | Santiago Urquiaga      |
|    | Spagna (bandiera) | D     | Luis de la Fuente      |
|    | Spagna (bandiera) | D     | Agustín Gisasola       |
|    | Spagna (bandiera) | D     | Patxi Bolaños          |
|    | Spagna (bandiera) | C     | Miguel de Andrés       |
|    | Spagna (bandiera) | C     | Ángel María Villar     |

| N. |                   | Ruolo | Calciatore             |
| -- | ----------------- | ----- | ---------------------- |
|    | Spagna (bandiera) | C     | Ismael Urtubi          |
|    | Spagna (bandiera) | C     | Miguel Ángel Sola      |
|    | Spagna (bandiera) | C     | Fernando Tirapu        |
|    | Spagna (bandiera) | C     | José Ignacio San Pedro |
|    | Spagna (bandiera) | A     | Estanislao Argote      |
|    | Spagna (bandiera) | A     | Dani                   |
|    | Spagna (bandiera) | A     | Manuel Sarabia         |
|    | Spagna (bandiera) | A     | Endika                 |
|    | Spagna (bandiera) | A     | Txetxu Rojo            |
|    | Spagna (bandiera) | A     | José María Bengoetxea  |
|    | Spagna (bandiera) | A     | Carlos                 |
|    | Spagna (bandiera) | A     | José María Noriega     |

## Statistiche

### Statistiche dei giocatori
| Giocatore       | Primera División | Primera División | Primera División | Primera División | Coppa del Re | Coppa del Re | Coppa del Re | Coppa del Re | Totale   | Totale | Totale      | Totale     |
| Giocatore       | Presenze         | Reti             | Ammonizioni      | Espulsioni       | Presenze     | Reti         | Ammonizioni  | Espulsioni   | Presenze | Reti   | Ammonizioni | Espulsioni |
| --------------- | ---------------- | ---------------- | ---------------- | ---------------- | ------------ | ------------ | ------------ | ------------ | -------- | ------ | ----------- | ---------- |
| P. Agirreoa     | 7                | -18              | 0                | 0                | 3            | -3           | 0            | 0            | 10       | -21    | 0           | 0          |
| E. Argote       | 34               | 12               | 0                | 0                | 12           | 4            | 1            | 0            | 46       | 16     | 1           | 0          |
| J.M. Bengoetxea | 5                | 0                | 0                | 0                | 2            | 3            | 0            | 0            | 7        | 3      | 0           | 0          |
| P. Bolaños      | 0                | 0                | 0                | 0                | 3            | 0            | 0            | 0            | 3        | 0      | 0           | 0          |
| Carlos          | 11               | 0                | 0                | 0                | 5            | 6            | 0            | 0            | 16       | 6      | 0           | 0          |
| A. Cedrún       | 21               | -24              | 1                | 0                | 8            | -11          | 1            | 0            | 29       | -35    | 2           | 0          |
| Dani            | 33               | 17               | 5                | 0                | 8            | 4            | 0            | 0            | 41       | 21     | 5           | 0          |
| M. De Andrés    | 19               | 1                | 4                | 0                | 3            | 0            | 1            | 0            | 22       | 1      | 5           | 0          |
| L. De la Fuente | 8                | 0                | 0                | 0                | 7            | 0            | 0            | 0            | 15       | 0      | 0           | 0          |
| Endika          | 10               | 2                | 1                | 0                | 7            | 1            | 0            | 0            | 17       | 3      | 1           | 0          |
| A. Gisasola     | 27               | 0                | 6                | 0                | 11           | 0            | 0            | 0            | 38       | 0      | 6           | 0          |
| A. Goikoetxea   | 27               | 4                | 5                | 0                | 9            | 1            | 1            | 0            | 36       | 5      | 6           | 0          |
| C. Meléndez     | 6                | -11              | 0                | 0                | 1            | -0           | 0            | 0            | 7        | -11    | 0           | 0          |
| J.M. Noriega    | 28               | 6                | 2                | 0                | 8            | 3            | 1            | 0            | 36       | 9      | 3           | 0          |
| J.M. Núñez      | 33               | 1                | 2                | 0                | 9            | 0            | 2            | 0            | 42       | 1      | 4           | 0          |
| C.G. Purroy     | 12               | 1                | 0                | 0                | 6            | 0            | 0            | 0            | 18       | 1      | 0           | 0          |
| T. Rojo (I)     | 24               | 3                | 2                | 0                | 9            | 1            | 2            | 0            | 33       | 4      | 4           | 0          |
| J.I. San Pedro  | 0                | 0                | 0                | 0                | 1            | 0            | 0            | 0            | 1        | 0      | 0           | 0          |
| M. Sarabia      | 26               | 10               | 0                | 0                | 8            | 4            | 0            | 0            | 34       | 14     | 0           | 0          |
| M.A. Sola       | 27               | 4                | 0                | 0                | 10           | 3            | 2            | 0            | 37       | 7      | 2           | 0          |
| F. Tirapu       | 34               | 0                | 1                | 0                | 11           | 0            | 1            | 0            | 45       | 0      | 2           | 0          |
| S. Urquiaga     | 22               | 0                | 1                | 0                | 3            | 0            | 0            | 0            | 25       | 0      | 1           | 0          |
| I. Urtubi       | 1                | 0                | 0                | 0                | 1            | 0            | 0            | 0            | 2        | 0      | 0           | 0          |
| A.M. Villar     | 16               | 1                | 1                | 0                | 5            | 0            | 0            | 0            | 21       | 1      | 1           | 0          |